# Trinitatiskirche (Annaberg-Buchholz)

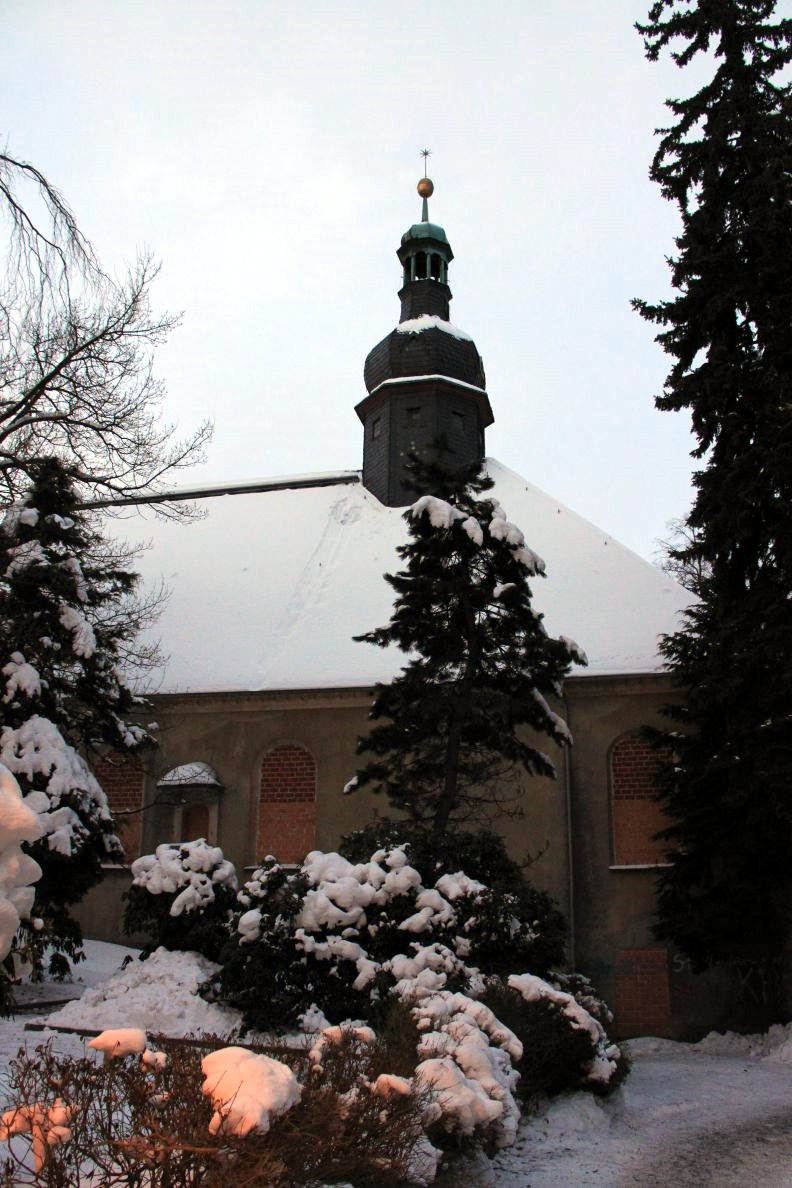
Hospitalkirche St. Trinitatis (im Februar 2011)

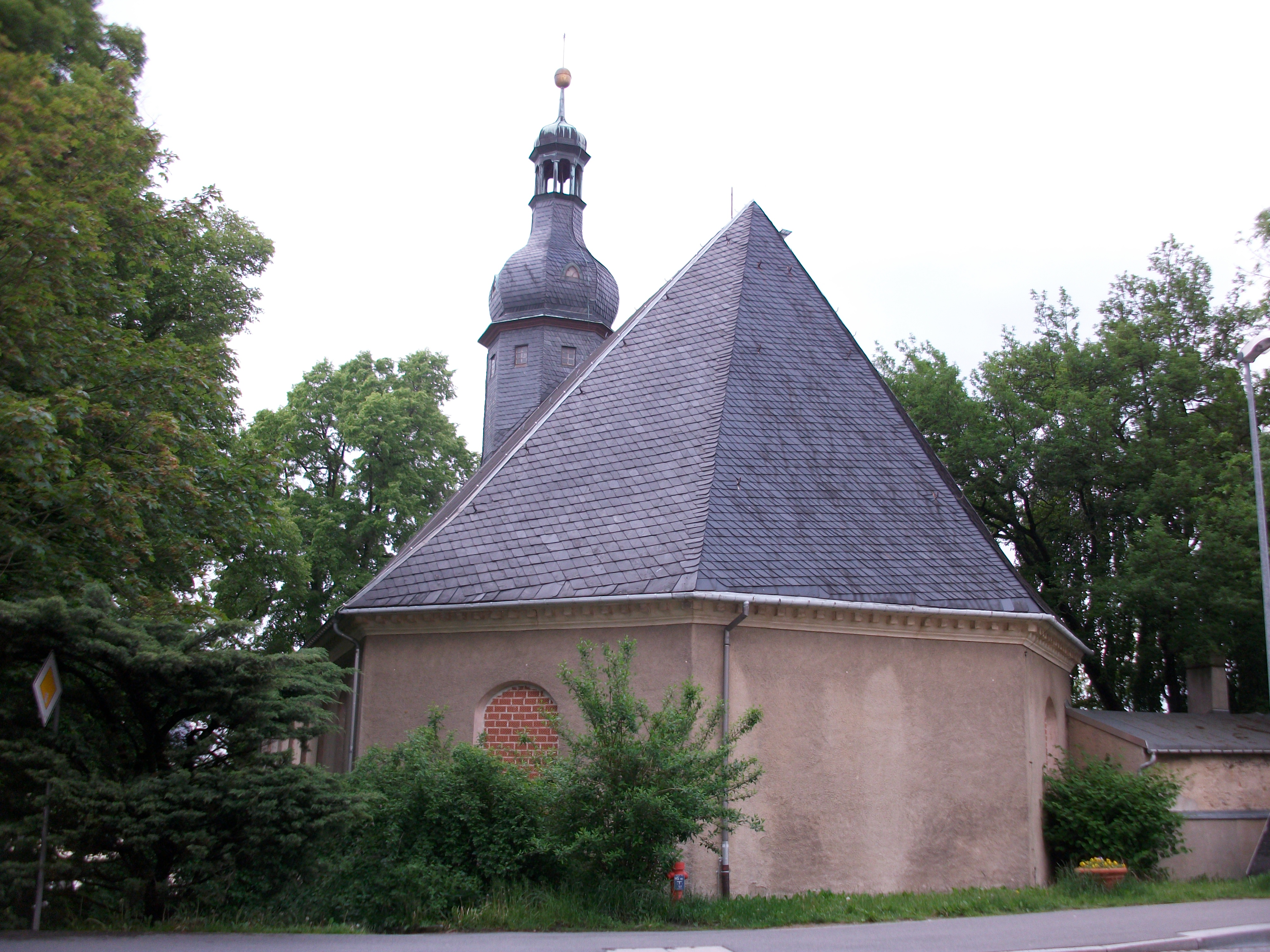
Trinitatiskirche Annaberg (2016)

Die Hospitalkirche St. Trinitatis in Annaberg ist eine klassizistische Saalkirche im sächsischen Erzgebirge. Das Gotteshaus wurde an Stelle des 1826 abgebrannten Vorgängerbaus vor dem früheren Wolkensteiner Tor errichtet, der mit dem Hospital und dem Stadtgottesacker einen Komplex bildete. In der lange Zeit leerstehenden Kirche soll ein Zentrum für zeitgenössische Kunst entstehen. Aus der 1519 ins Leben gerufenen Wallfahrt zu St. Trinitatis entwickelte sich die Kät, das größte Volksfest im Erzgebirge.

## Baugeschichte
Die erste Kirche an der heutigen Stelle wurde vermutlich wenige Jahre nach der Stadtgründung 1496 errichtet. 1517 ist das Gebäude erstmals in Chroniken nachweisbar. Von 1526 bis 1529 wurde eine neue Kirche erbaut, die beim großen Stadtbrand von 1604 zerstört wurde. Der Wiederaufbau erfolgte in wirtschaftlich schwierigen Zeiten in sehr einfacher Form, sodass bereits 1684–86 ein neues Kirchengebäude im Stil der Renaissance neu errichtet wurde. 1826 erneut durch einen Brand zerstört, wurde die Kirche klassizistischer Bauweise wieder aufgebaut. Das Gebäude wurde dabei vergrößert und erhielt einen Dachreiter, der dem ehemaligen Turm der St.-Annen-Kirche nachempfunden wurde. Die Außenkanzel zum Friedhof vom Vorgängerbau wurde in den Neubau mit einbezogen.
Die denkmalgeschützte Bärmig-Orgel wurde 1864 in der Kirche eingebaut. Sie befindet sich seit 2008 in der Dorfkirche Marbach.

## Annaberger Gottesacker
Der Friedhof vor den Stadtmauern wurde 1507 angelegt und zehn Jahre später mit einer Mauer umgeben. Zuvor wurden die Toten an der Hauptkirche innerhalb der Stadt bestattet. Auf Veranlassung des Landesherrn Herzog Georgs des Bärtigen wurde der Friedhof 1519 mit heiliger Erde des Campo Santo in Rom geweiht. Im apostolischen Erlass von Papst Leo X. werden das Hospital und der angrenzende Gottesacker zum „Heiligen Feld“ mit den „gleichen Rechten wie die Hospitalkapelle und campo santo zu Rom“ erklärt. Aus der Wallfahrt nach St. Trinitatis wurde nach der Reformation (1539) ein evangelisches Totenfest und später ein Volksfest, das zwei Wochen nach Pfingsten stattfand. Daraus entwickelte sich die Annaberger Kät (vermutlich lautsprachlich aus Trinitatis/Dreifaltigkeit – Dreifaldichkat, durch Silbenverlust entstand Kat oder Kaat), das größte Volksfest im Erzgebirge. Der Alte Friedhof wurde in den 1950er Jahren geschlossen. Mit dem Bau des zentralen Busbahnhofs 1968–1973 wurde ein Teil des Geländes überbaut, der Rest des Friedhofs später zu einem Park umgestaltet. Dabei wurden zahlreiche alte und wertvolle Grabsteine beseitigt. Das Denkmal für Barbara Uthmann ist in einem beklagenswerten Zustand. Die Gruften und Grabstätten in der Nähe der sagenumwobenen Friedhofslinde (soll mit den Zweigen nach unten eingepflanzt worden sein), die im Volksmund wegen der Bogenarchitektur „Schwibbogen“ und nach dem Besitzer einer Gruft, dem Kaufmann Christoph Gülden († 21. Juni 1604) und seiner Frau Bengina Gülden († 11. Februar 1603) „Güldener Schwibbogen“ genannt wurden, sind dem Verfall preisgegeben.

## „Vision Trinitatis“
Mit der Säkularisation des angrenzenden Friedhofes verlor die Trinitatiskirche ihre Hauptfunktion und wurde seither nur noch sporadisch mit Andachten und Gottesdiensten und in den 1980er Jahren als Jugendkirche genutzt. Einbrüche und ein Brand im Inneren der leerstehenden Kirche setzten dem Baukörper stark zu. 2006 wurde eine Notsicherung durchgeführt.
Geplant war, im Gebäude ein Zentrum für zeitgenössische Kunst zu etablieren, das auf der Sammlung eines Freiberger Kunstsammlers aufbaut und zu dem etwa Werke sächsischer Künstler wie Michael Morgner gehören sollten. Im Jahre 2008 fanden im Gebäude noch Ausstellungen und Veranstaltungen statt. Seit 2009 ist das Kirchengebäude – mit der in Sachsen vermutlich einzigen Außenkanzel – samt Umfeld dem Verfall preisgegeben.